# Lazac
A lazac (Salmo salar) a sugarasúszójú halak (Actinopterygii) osztályának lazacalakúak (Salmoniformes) rendjébe, ezen belül a lazacfélék (Salmonidae) családjába tartozó faj.
Nemének a típusfaja.

## Előfordulása
A lazac Nyugat- és Észak-Európa tengerpartjainál és folyórendszereiben a Vizcayai-öböltől Oroszország sarkvidéki részéig előfordul. Az Amerikai Egyesült Államok és Kanada észak-atlanti partjainál is megtalálható. A lazac a Grönlandi-tengerbe vándorol. A lazac számára a fő veszélyeket a túlhalászás, a folyók szennyezése és az ívás helyéül szolgáló folyókhoz vezető utat elzáró gátak jelentik. Korábban nagyobb csapatai voltak.

## Megjelenése
A lazac teste erősen megnyúlt, faroknyele karcsú. Pikkelyei kicsinyek, az oldalvonal mentén 120-130, a zsírúszó és az oldalvonal között 11-15 (többnyire 12-14) helyezkedik el. Feje viszonylag kicsi, orra hegyes, szájrése széles (hátranyúlik a szemekig). Az első kopoltyúív valamennyi tüskéje pálcaszerű. Az ekecsont fogazása: a lemez fogak nélküli, a nyélen a fogak egyetlen hosszanti sorba rendeződtek, az állat korosodásával könnyen kihullanak. A fiatal halak (körülbelül 15 centiméterig) oldalain nagy sötét foltok és vörös pontok vannak. A már tengerbe érkezett, fiatalkori ruhájukat elveszített példányok fején kerek, fekete pettyek vannak, oldalaik ezüstösek. Az ívó halak vörös és fekete foltosak, a hímek hasoldala piros. A kifejlett lazacok rendszerint 40-120 centiméter hosszúak, de elérhetik a 150 centimétert is. A lazac testtömege 36 kilogramm is lehet. Egy ekkora példányt 1929-ben fogtak ki a norvégiai Tana folyóból.

## Életmódja

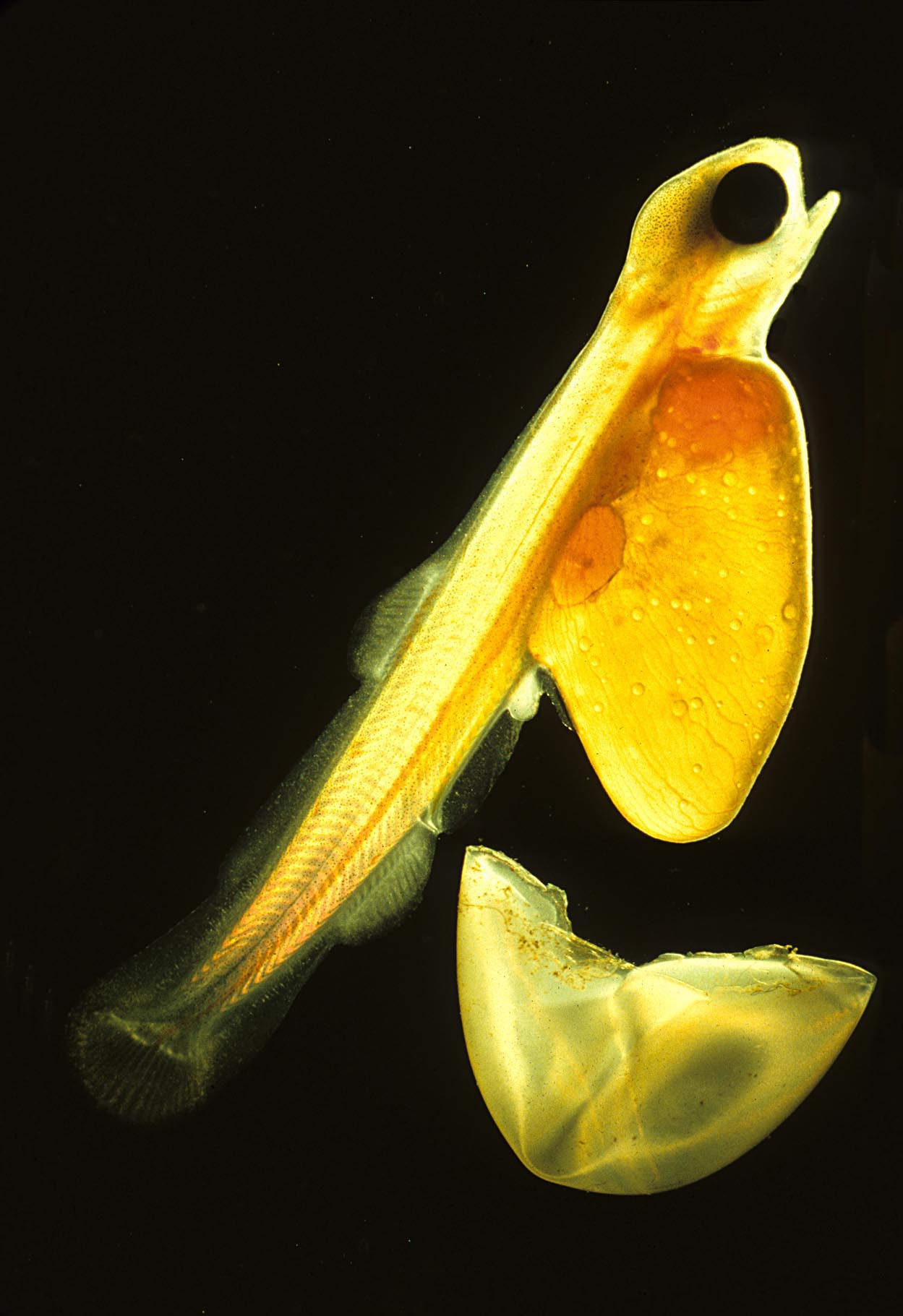
Újonnan kikelt lárva; még rajta van a szikzacskó, amely táplálja

Ez a halfaj a tengerben aktív vadász, és gyakran rajokban él. A fiatal lazacok tápláléka: rovarok és más kis folyami állatok. A tengerben élők tápláléka: halak, például Ammodytidae-fajok és fiatal heringek. Többek között a sötétcápa (Carcharhinus obscurus) vadászik rá. Ebben a csontos halban főleg a Tentacularia coryphaenae nevű galandféregfaj élősködik. A lazac 8-10 évig él.

## Szaporodása
Az ívási időszak november–február között van. A vándorlás során akár 3 métert is tud szökni, hogy áthaladjon az akadályokon. A nőstény farkával fészket ás, és ebbe rakja ikráit, melyeket a hím egyidejűleg meg is termékenyít. Az ívás gyakorta több helyen zajló folyamata két hétig is eltarthat. A nőstény 10 000-40 000 golyó formájú, narancsszínű, körülbelül 5-7 milliméter átmérőjű ikrát rak. A kikeléshez 70-160 nap kell, hogy elteljen. Kikelés után a lárván még megvan a szikzacskó, amely táplálja. A kavicsfészek elhagyása után a kis lazac rovarlárvákkal, férgekkel és más, vízben élő gerinctelenekkel táplálkozik. Amikor eléri a körülbelül 10 centimétert, a lazac változtat életmódján. Nagyobb halakra vadászik; testének mintázata is megváltozik, hogy vadászatkor jobban álcázza az állatot. A fiatalok 1-5 évig maradnak az édesvízben, utána a tengerbe vonulnak. A tenger felé vezető útján színe ezüstössé válik. Néhány fiatal hím a folyóban marad és ott növekszik meg, így kisebbek lesznek. Amikor elérkezik az ívási időszak, ezek a kisebb hímek odatolakodnak más párzó lazacokhoz és megtermékenyítik a nem nekik szánt ikrákat.